# 南方號列車
南方（日语： Sazan */?）號列車一列由南海電氣鐵道營運，來往難波站至和歌山市站・和歌山港站之間，途經南海本線、和歌山港線的特急列車。列車以座位指定車輛與自由席車輛連結行走。
本條目將會記載「南方」號列車的前身，四國接駁特急「四國號」和淡路接駁急行「淡路號」。

## 概要
「南方」在難波站至和歌山市站・和歌山港站之間，設有連結座位指定車輛運行的特急。在同區間的最快速的列車，難波站至和歌山市站之間最快只需56分鐘，難波站至和歌山港站之間則為61分鐘。
來往和歌山港站的列車，在時間上可轉乘南海渡輪的德島航線，使「南海」可當作一架四國接駁列車。但是，2020年2月時的時間表，來往和歌山港站的列車中，平日只有3往返班次（急行也是3往返班次），星期六、日及假期則更只有2往返班次。如乘坐其他「南方」號列車以轉乘渡輪班次，需在和歌山市站轉乘普通列車前往和港山港站。
在2012年3月31日前，除了日間的「南方」號外，只會以「特急」的身份行走，當中不會連結座位指定車輛，全車設定為自由席。此外，在2012年7月2日至9月7日期間，在日本盂蘭盆節（8月13日・14日・15日）外的平日時間表中，2往返班次因受東日本大地震影響而實施省電措施，車輛編成由8卡減至6卡，全車設定為自由席。
在2005年11月27日後，日間「南方」班次為每小時1至2班，只有自由席的特急班次為毎小時2班（每30分鐘一班）。在2009年10月4日的時間表修正後，全車設定為指定席的「南方」終止運行，而全車設定為自由席的特急則改為1日2往返班次，其他班次則為指定席車輛與自由席車輛連結的特急列車班次。在2012年4月1日的時間表修正後，全部特急統一為「南方」，全車設定為自由席的特急終止運行。
在乘坐指定席車輛時必需支付座位指定費用（成人520日圓，小童260日圓），因此除了繁忙時間及假日外，指定席車輛內會有許多空位。另外，由於自由席車輛只有4卡，所以在整日中都有很多人乘坐，特別在難波站至堺站之間。
因為「南方」自由席車廂不需要支付特別費用也可乘車，因此在南海個5架特急列車（Rapi:t、南方、高野、林間、泉北Liner）中，此列車在指定席車輛時的車票不會以「特急票」來稱呼，則以「座席指定券」或「指定券」來稱呼。

## 運行狀況
「南方」曾在平日日間與星期六、日及假期中，以座位指定車輛4卡（使用10000系電聯車）與自由席車輛4卡共8卡編成，平日繁忙時間 部分班次中，全車設定為座位指定席（使用兩列10000系電聯車）運行（這個情況與Home Liner一樣）。在2009年10月4日的南海線時間表修正起，全車座位指定的班次全部廢止，所有班次統一為部分座位指定席。在2011年9月1日起，座位指定車輛開始使用12000系電聯車。
在當初開始運行時，難波站至和歌山市站之間的標準所需時間為54分鐘。隨後因為在泉佐野站以南增加停車站，所以現時最快的班次需時58分鐘。在平日早上繁忙時間，「南方」列車的所需時間與急行相同。　
在列車接近停車站時，列車長（以及車內自動廣播裝置）會向所有車廂內廣播到達車站名稱、下一個停車站、轉乘資訊案内。隨後，在4號車廂（從難波方向起）中乘務員室的列車長會廣播：（使用10000系時）在指定席車廂車門是向內開的折門式車門，（使用12000系時），在單數與雙數指定席車廂的車門的位置（是車廂內前方或後方）。在到達車站會提早廣播這些信息。此外，列車到達和歌山港站時，會以鐵路渡輪的路線廣播「日语：」（中譯：感謝您今天再次使用南海四線線）。
在2005年11月26日前，在終點站以外的停車站，只會開啟部分車門，包括單數車廂後方的車門、雙數車廂前方的車門（往難波的列車則相反），其他車門（近運輸室的車門）不會打開，由於泉佐野站的車站結構關係（兩邊的車門均會打開）所有車門均會打開。此外，在12000系引入服務後，在2011年9月1日起，所有停車站中車門均會打開，由於12000系車門位置與10000系不同，因此在月台上，以及近駕駛室的車門附近會設有乘車位置資訊。
由於「南方」設有座位指定車輛。在時時表、指定席發售櫃台和指定席自動售票機中會以列車名「南方○○號」展示，在車站中的列車顯示牌，會標示「南方」和南十字星圖示。

### 停車站
- 難波站 - 新今宮站 - 天下茶屋站 - 堺站 - 岸和田站 - 泉佐野站 - 尾崎站 - 岬公園站 - 和歌山大學前站 - 和歌山市站 - 和歌山港站

2006年至2008年期間，為了正月三日的初詣客，在這期間中日間的「南方」班次與自由席特急班次臨時加停住吉大社站。在2009年以後再臨時加停該站。此外，當戶外活動場地「泉大津鳳凰」舉行大型活動（例如搖滾音樂節）時，部分「南方」班次與自由席特急班次臨時加停泉大津站。
| 停車站         | 停車站 | 難波 | 新今宮 | 天下茶屋 | 堺 | 泉大津 | 岸和田 | 貝塚 | 泉佐野 | 尾崎 | 岬公園 | 和歌山大學前 | 和歌山市 | 和歌山港 | 備註                                     |
| -------------- | ------ | ---- | ------ | -------- | -- | ------ | ------ | ---- | ------ | ---- | ------ | ------------ | -------- | -------- | ---------------------------------------- |
| 特急           | 1956年 | ●    | ×      | ―        | ●  | ●      | ●      | ●    | ●      | ―    | ―      | ×            | ●        | ●        | 和歌山港線開業                           |
| 特急           | 1966年 | ●    | ●      | ―        | ●  | ●      | ●      | ●    | ●      | ―    | ―      | ×            | ●        | ●        | 新今宮站開業                             |
| 特急「四國號」 | 1968年 | ●    | ●      | ―        | ●  | ―      | ●      | ―    | ―      | ―    | ―      | ×            | ●        | ●        | 不停泉大津站、貝塚站、泉佐野站           |
| 特急「南方」   | 1985年 | ●    | ●      | ―        | ●  | ―      | ●      | ―    | ●      | ―    | ―      | ×            | ●        | ●        | 再次停泉佐野站                           |
| 特急「南方」   | 1994年 | ●    | ●      | ―        | ●  | ―      | ●      | ―    | ●      | ―    | ●      | ×            | ●        | ●        | 開始加停岬公園站                         |
| 特急「南方」   | 2001年 | ●    | ●      | ●        | ●  | ―      | ●      | ―    | ●      | ●    | ●      | ×            | ●        | ●        | 開始加停天下茶屋站、尾崎站               |
| 特急「南方」   | 2014年 | ●    | ●      | ●        | ●  | ―      | ●      | ―    | ●      | ●    | ●      | ●            | ●        | ●        | 開始加停和歌山大學前站（該站2012年開業） |

- 圖例 ●：停車 ―：通過 ×：未開業
- 堺站在1955年4月21日與龍神站整合成為一個站。
- 1971年3月5日前和歌山港站為第一代車站（第一代車站隨後改名為築港町站）。

### 使用車輛及編成
座席指定車輛是使用10000系或12000系，並靠和歌山市方向連結，而靠難波方向則連結通勤型車輛4卡連結。在自由席（通勤型車輛）中使用直向長椅。自由席只需車票便可乘車。座位指定席中，除了車票外還要座位指定票。指定席的車內設備與特急「高野・林間」相同，也與機場特急「Rapi:t」的標準座位同等。
由於車輛的控制與制動系統有所不同，在連結通勤型車輛，10000系只可連結7100系，12000系只可連結8000系或9000系。在2015年12，12000系開始連結9000系。此外，12000系可以連結1000系或8300系，但是實際上還未出現這個連結組合。

#### 現用車輛
- 10000系（日语：南海10000系電車）
- 12000系（日语：南海12000系電車）
  - 泉北高速鐵道12000系（日语：南海12000系電車）（在2018年8月20日至9月22日期間限定行走）[5]
- 7100系（日语：南海7000系電車#7100系）
- 8000系（日语：南海8000系電車 (2代)）
- 9000系（日语：南海9000系電車）（2015年12月起）[6]

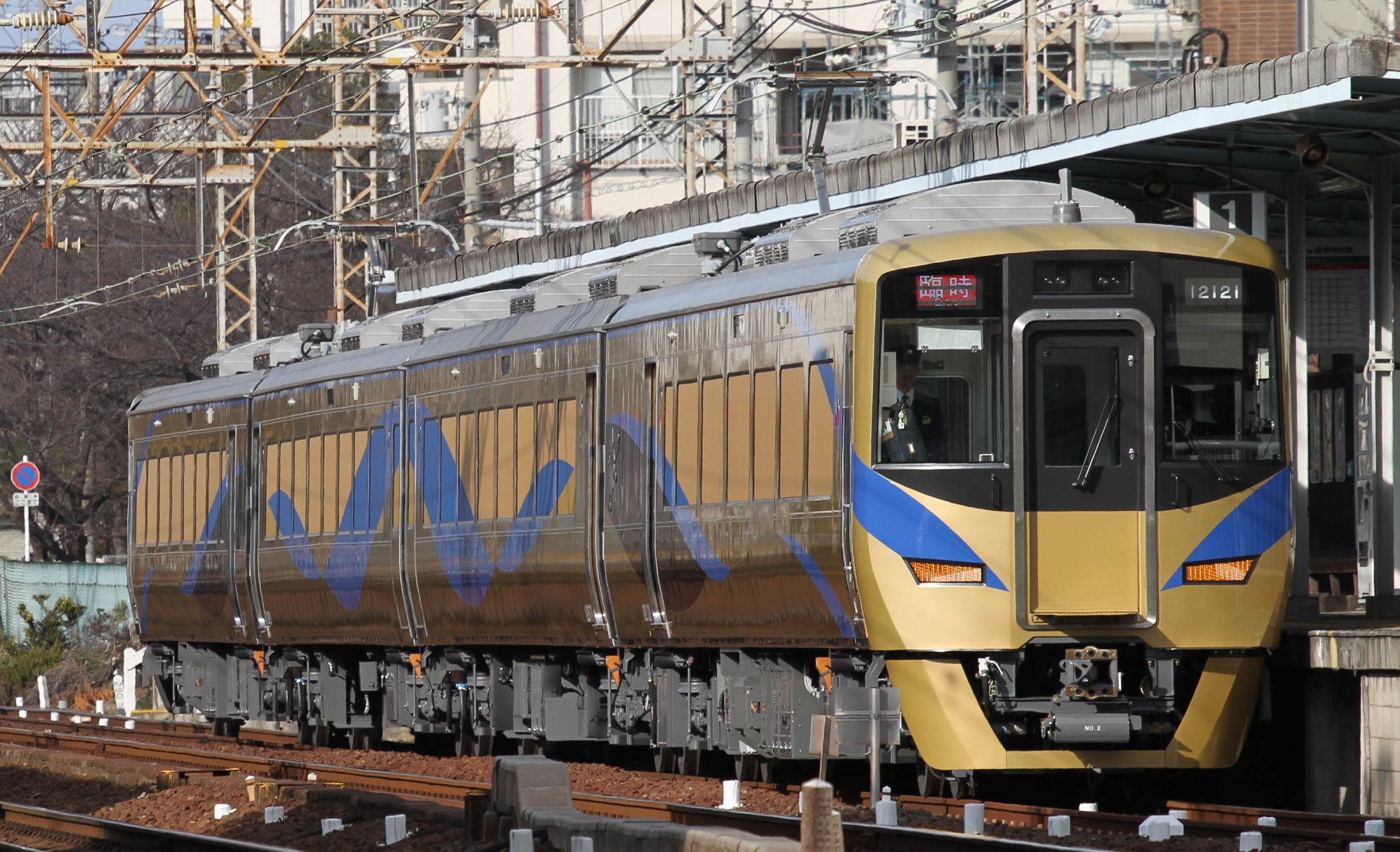
泉北高速鐵道12000系（日语：南海12000系電車#泉北高速鉄道12000系電車）
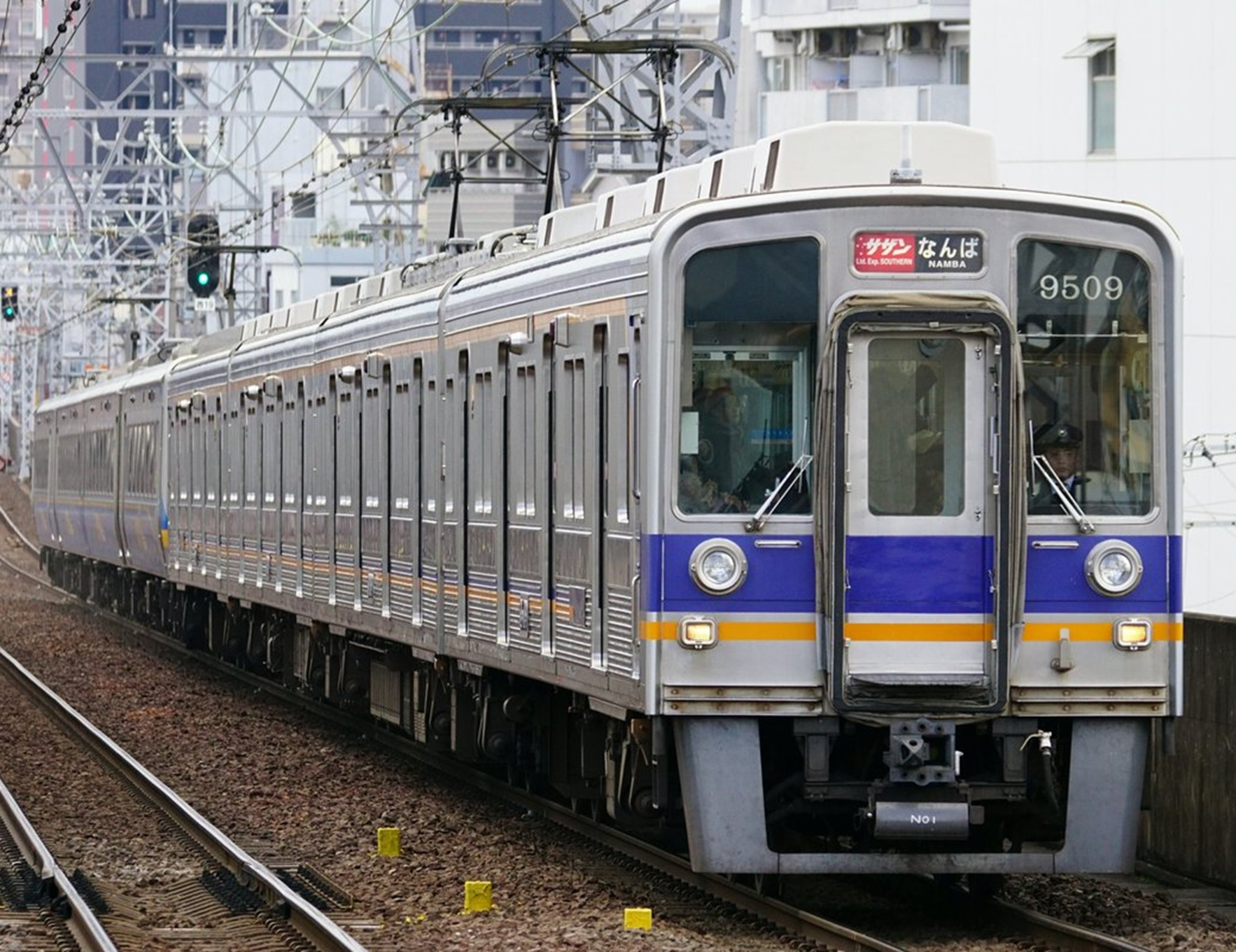
8000系（日语：南海8000系電車 (2代)）（與12000系串聯運輸時作為自由席車廂）

#### 過去的車輛
- 7000系（日语：南海7000系電車）（1985年至2015年10月）

### 其他
「南方」設有兩名列車長。此外，指定席與自由席之間的貫通幌上了鎖，不通互相前往。購買指定席票的乘客指定席車上不可前往自由席車廂（反之亦然）。如要使用廁所設備（在指定席車廂中），需告知4號車廂乘務中的列車長，使經貫通幌前往指定席車廂廁所。

## 沿革
- 1899年：開設和歌山至小松島港之間的航線，接駁列車開始運行。據說是日本設有鐵路渡輪的先例。
- 1922年：行走難波站至和歌山市站之間的急行列車開始運行。當時使用固定編成的電7系電聯車（日语：南海電7系電聯車），列車設有咖啡室。並設有「浪速號」、「和歌號」、「住吉號」、「濱寺號」、「大濱號」、「淡輪（日语：淡輪）號」的列車愛稱。
- 1930年：列車改用電9形電聯車（日语：南海2001形電車）。來往難波站至和歌山市站之間的所需時間為1小時。
- 1954年：為接駁在1948年開設，在深日港出發的淡路航線和四國航線，行走難波站至多奈川線深日港站之間的急行「鳴門」和「阿波」號開始運行。
當時是使用11001系（日语：南海11001系電車）（1954年至1973年）和12001系（日语：南海11001系電車）（1954年至1969年，隨後編入至11001系）運行。
設有來往難波站至和歌山市站之間的特急列車。需時60分鐘。該特急列車的停車站為龍神站、泉大津站、岸和田站、貝塚站、泉佐野站。
- 1955年4月21日：龍神站與堺站整合，特急停車站改為堺站。
- 1956年：和歌山港線和歌山市站至和歌山港站（即後來的築港町站，現時已經廢止）之間開業。行走區間延長至來往難波站至和歌山港站之間，使列車可接駁來往和歌山港（日语：和歌山下津港）至小松島港（日语：徳島小松島港）（現時為德島港（日语：徳島小松島港））的航線。同時成為關西至四國之間最短路線，在這路線之中，以南海本線為主要路段之一。
- 1961年：包括難波站至和歌山市站之間的列車在內，來往和歌山至小松島港之間的航線之接駁列車升格至特急。附上愛稱「四國號」。
- 1962年4月12日：四國接駁急行「阿波號」由使用舊1551系（日语：南海1201形電車）改為11001系，並升格至特急。同日，開設高知接駁特急「土佐號」，也是使用11001系運行。
- 1963年12月1日：四國連絡列車的靠和歌山港站1-2卡車廂設定為座位指定車廂，開始收取座位指定費用。
- 1964年12月1日：因應南海輪船的汽車渡輪「紀伊丸」引入服務，開設接駁列車「紀伊號」。
- 1966年12月1日：與國鐵大阪環狀線連接的南海的新今宮站啟用，所有四國接駁列車皆停該站。

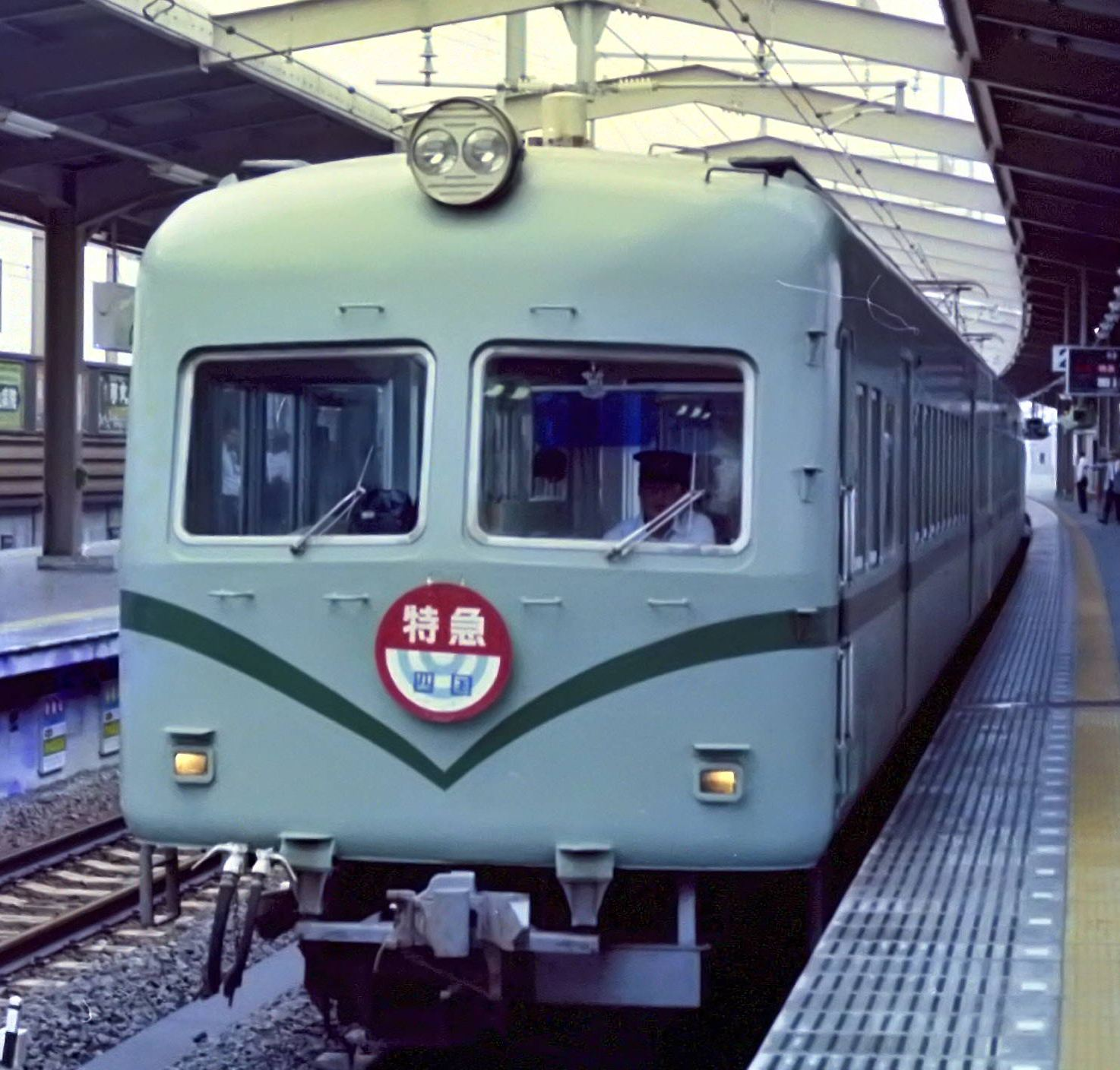
1000系「四國號」 1985年

- 1968年10月1日：時間表修正，所有四國接駁特急統一列車名為特急「四國號」。停車站改變為新今宮站、堺站、岸和田站和和歌山市站。
- 1973年：架空電纜電壓升至1500V，11001系後期製造車輛翻新改造為1000系（第一代）（日语：南海11001系電車）。同時開始運行特急「四國號」。此時，難波站至和歌山市站之間的所需時間縮短至55分鐘。些外，同區間開始使用7100系空調車，全車自由席的特急增加班次，特急與「四國號」合共在日間提供每小時1班。

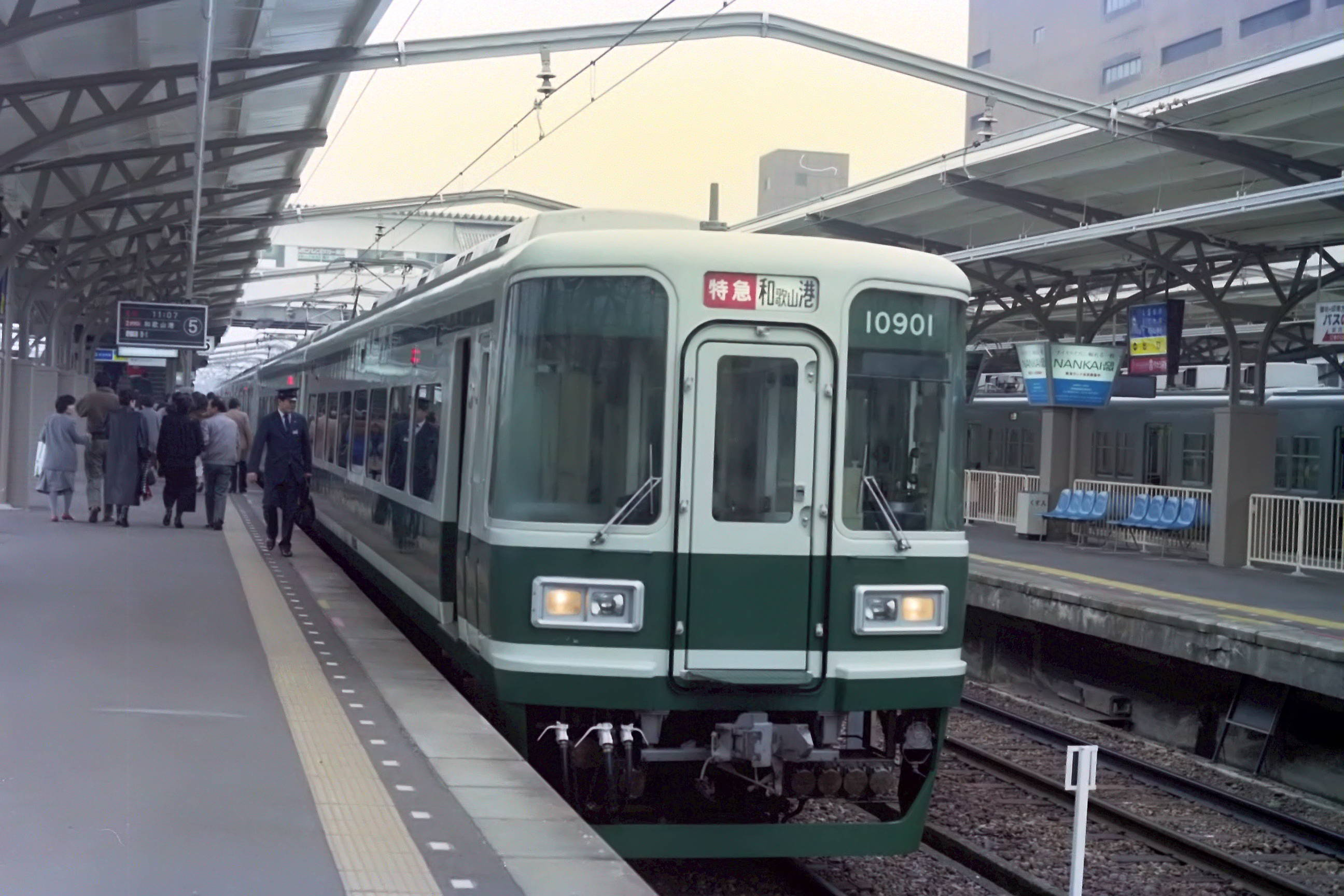
舊塗裝的「南方」 1986年

- 1985年：特急「四國號」開始使用10000系電聯車（日语：南海10000系電車），並改列車名為「南方」。同時，泉佐野站設定為特急停車站。
當時為部分車廂為座位指定席，以6卡編成（座位指定車廂2卡+自由席車廂4卡），或全車座位指定席4卡編成。
- 1986年：10000系電聯車被鐵道友之會選定為桂冠獎得獎車輛。在11月9日，在難波站進行頒獎儀式[7]。
- 1987年3月29日：ダイヤ改正で全車座席指定の列車のうち2本が6両運転になる[8]。
- 1989年
6月1日：1號車廂設定為禁煙車廂[9]。
11月12日：因應時間表修正，10班設有座位指定席的班次中，增加2卡座席指定車廂，至8卡編成[8]。
- 1992年
製造10000系中間車廂（部分車頭改造至中間車廂），使用為4卡固定編成[10]。
7月12日：因應時間表條正，所有列車都以8卡編成[8]。
- 1993年：多奈川線來往多奈川站的急行「淡路號」廢止。在「淡路號」的晚年與其他急行一樣，使用一般車輛：7000系電聯車（日语：南海7000系電車）。
- 1994年9月4日：因應時間表修正，岬公園站設定為基本停車站[8]（此外，當岬公園有特別活動時會臨時加停此站）。
- 2001年：天下茶屋站和尾崎站設定為特急停車站。後者是為了彌補急行減班後的措施。
- 2003年：增加「南方」禁煙車廂。
- 2005年：增加自由席特急的班次。在星期六、日及假期的班次，全車為座位指定席。在平日日間（星期六、日及假期為全日）每小時2班列車。
- 2009年：所有班次統一為部分座位指定席。此外，所有時段均毎小時2班列車。
- 2010年11月1日：「南海」運行25周年。在同年中發表座位指定席車輛乘客量累積突破4,000萬人。
- 2011年9月1日：指定席車輛中引入南海12000系，自由席車輛中引入8000系。同時「南方」所有班次所有座位設定為禁煙。
- 2012年4月1日：因應時間表修正，所有特急列車設定為「南方」。增加深夜時段的上行列車（實際是由和歌山市站出發往難波的急行升格至特急班次）班次。另外，因應南海渡輪的轉乘客減少，因此釋出所有特急列車中部分座位指定車輛，在日間在和歌山港線內以普通列車行走。
- 2014年10月18日：因應時間表修正，和歌山大學前站設定為特急停車站[11]。
- 2017年
10月22日：因為超強颱風蘭恩的吹襲，使樽井站至尾崎站之間的男里川橋粱坍塌，「南方」列車暫停運行[12]。
11月23日：因應樽井站至尾崎站之間重開，「南方」也繼續運行[13]。
- 2018年8月20日：由於泉北高速鐵道協助，兩間鐵路公司的12000系交換使用，泉北12000系指定席車輛在「南方」運行（至9月22日）[5]。
- 2019年3月6日：南海電氣鐵道發表。在時間表修正中，「南方」在和歌山市站的出發時間在4月6日起，統一為每0分、30分出發。

## 注腳

## 相關項目
- Rapi:t
- 高野號列車
- 泉北Liner
- 南海本線
- 南海和歌山港線
- 南海渡輪（日语：南海フェリー） - 來往和歌山港站的「南方」號列車班次可在該站轉乘南海渡輪。